# Vions
Vions ist eine französische Gemeinde mit 426 Einwohnern (Stand 1. Januar 2022) im Département Savoie in der Region Auvergne-Rhône-Alpes. Sie gehört zum Arrondissement Chambéry und ist Mitglied im Gemeindeverband Communauté d’agglomération Grand Lac. Die Bewohner werden Mollardins und Mollardines genannt.

## Geographie
Vions liegt auf 240 m, in der Nähe von Culoz-Béon, etwa 30 Kilometer nördlich der Präfektur Chambéry und 26 Kilometer westsüdwestlich der Stadt Annecy (Luftlinie). Das Dorf erstreckt sich im äußersten Nordwesten des Département Savoie, in der Chautagne im Rhonetal am Südfuß eines Hügels, nahe dem Lac du Bourget.
Die Fläche des 5,70 km² großen Gemeindegebiets umfasst einen Abschnitt des Rhonetals. Der Hauptteil des Gebietes wird von der ausgedehnten Talebene (durchschnittlich 235 m) eingenommen, die sich nördlich an den Lac du Bourget anschließt und zum Rhonetal überleitet. Die Ebene, einst ein großes Sumpfgebiet, ist heute insbesondere in den Randzonen drainiert, während sich in der Kernzone noch ein nicht kultiviertes Moorgebiet befindet (Marais de Chautagne). In der Mitte dieser Ebene ragt der Mollard de Vions auf, ein isolierter Hügel, auf dem mit 397 m die höchste Erhebung von Vions erreicht wird. Nach Westen reicht das Gemeindeareal teilweise bis an die Rhone. Im Süden erstreckt sich das Gebiet über die Talebene bis an den Canal de Savières, den Abfluss des Lac du Bourget, und an den Fuß des Mont Landard.
Zu Vions gehören neben dem eigentlichen Ortskern auch mehrere Weilersiedlungen und Gehöfte, darunter:
- Bovéron (240 m) am Südostfuß des Mollard de Vions
- Mollard-Dessus (240 m) am Nordfuß des Mollard de Vions
- Les Granges (240 m) am Ufer des Canal de Savières

Nachbargemeinden von Vions sind Ruffieux im Norden, Chindrieux im Osten, Chanaz im Süden sowie Culoz-Béon im Westen.

## Geschichte
Vions, früher Vyons geschrieben, wird im Mittelalter erstmals urkundlich erwähnt. Das Dorf gehörte zum Herrschaftsbereich der Familie Montluel, die auf dem Château de Châtillon am Lac du Bourget residierte. Im 12. Jahrhundert gründeten die Augustiner hier ein Priorat.

### Bevölkerungsentwicklung
| Jahr                       | 1962 | 1968 | 1975 | 1982 | 1990 | 1999 | 2006 | 2011 | 2020 |
| Einwohner                  | 262  | 226  | 228  | 222  | 276  | 328  | 331  | 412  | 405  |
| Quellen: Cassini und INSEE |      |      |      |      |      |      |      |      |      |

Mit 426 Einwohnern (Stand 1. Januar 2022) gehört Vions zu den kleinen Gemeinden des Département Savoie. Nachdem die Einwohnerzahl in der ersten Hälfte des 20. Jahrhunderts rückläufig war, wurde seit Mitte der 1980er Jahre wieder eine Bevölkerungszunahme verzeichnet.

## Wirtschaft und Infrastruktur
Vions war bis weit ins 20. Jahrhundert hinein ein vorwiegend durch die Landwirtschaft geprägtes Dorf. Von Bedeutung ist insbesondere der Weinbau. Daneben gibt es heute verschiedene Betriebe des lokalen Kleingewerbes. Mittlerweile hat sich das Dorf auch zu einer Wohngemeinde entwickelt. Viele Erwerbstätige sind Wegpendler, die in den größeren Ortschaften der Umgebung, vor allem im Raum Aix-les-Bains und Chambéry, ihrer Arbeit nachgehen.
Die Ortschaft liegt abseits der größeren Durchgangsstraßen an einer Departementsstraße, die von Yenne nach Ruffieux führt. Eine weitere Straßenverbindung besteht mit Chindrieux. Vions besitzt einen Bahnhof an der Bahnstrecke Culoz–Modane.

## Kultur und Sehenswürdigkeiten

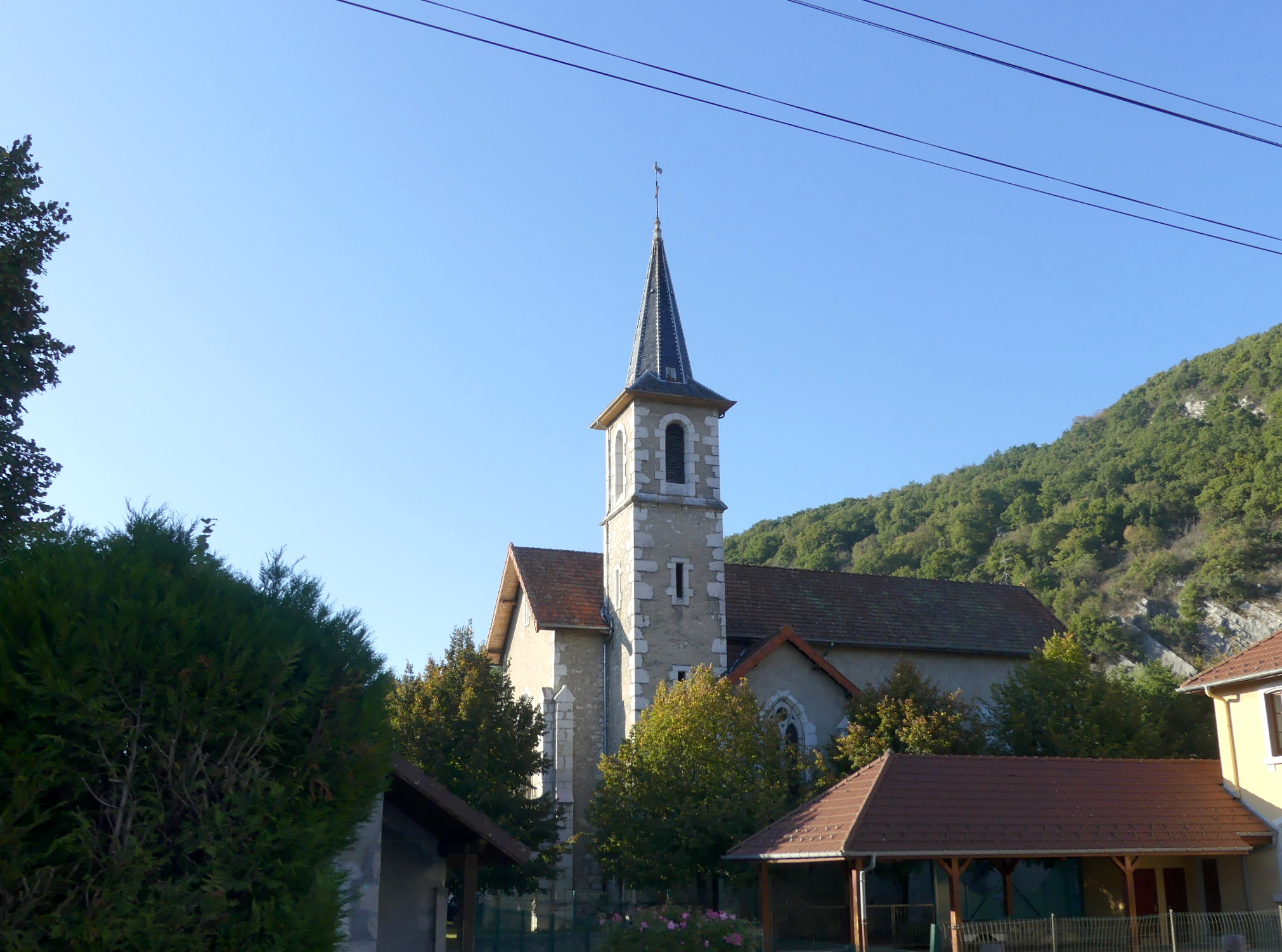
Kirche Mariä-Himmelfahrt

Die Dorfkirche (Église de l’Assomption) von Vions wurde im 19. Jahrhundert erbaut. Überreste des Priorats (12. Jahrhundert) sind auf dem Mollard de Vions erhalten.